# ستيوارت توملينسون
ستيوارت توملينسون (بالإنجليزية: Stuart Tomlinson)‏ هو لاعب كرة قدم ومصارع محترف بريطاني في مركز حراسة المرمى، ولد في 22 مايو 1985 في تشستر في المملكة المتحدة. لعب مع بورت فايل ونادي بارو ونادي بيرتن ألبيون ونادي كرو ألكساندرا.

## وصلات خارجية
- ستيوارت توملينسون على موقع قاعدة بيانات كرة القدم.إي يو (الإنجليزية)
- ستيوارت توملينسون على موقع Soccerbase.com (لاعب) (الإنجليزية)
- ستيوارت توملينسون على موقع Soccerway.com (الإنجليزية)
- ستيوارت توملينسون على موقع WrestlingData.com (الإنجليزية)
- ستيوارت توملينسون على موقع CageMatch worker (الإنجليزية)
- ستيوارت توملينسون على موقع قاعدة بيانات المصارعة على الإنترنت (الإنجليزية)
- ستيوارت توملينسون على موقع عالم المصارعة على الإنترنت (الإنجليزية)
- ستيوارت توملينسون على موقع IMDb (الإنجليزية)